# Marc Forster

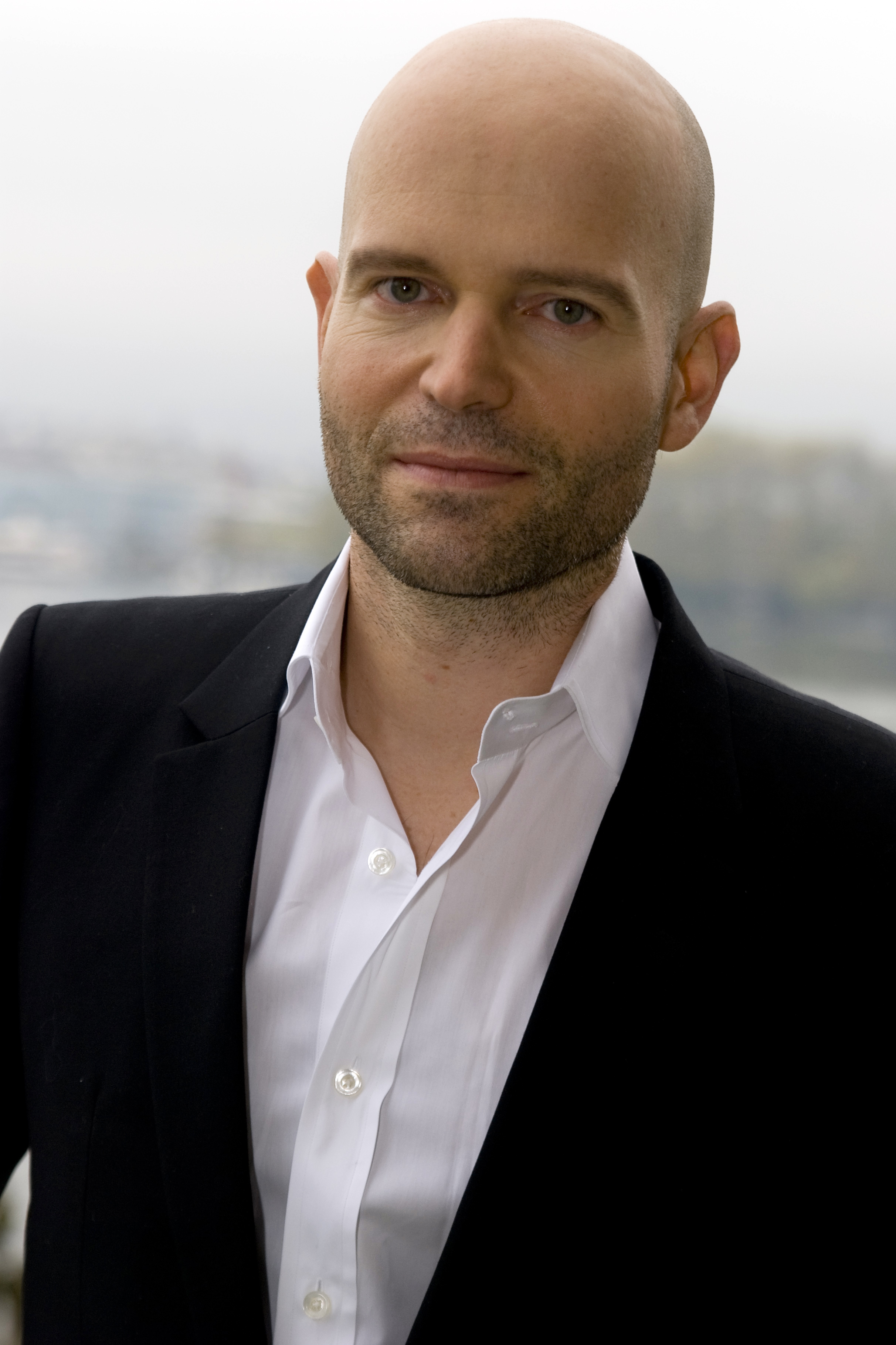
Marc Forster

Marc Forster (Ulm, 30 de novembro de 1969) é um cineasta alemão-suíço.

## Filmografia
- 2022 - A Man Called Otto[1]
- 2022 - White Bird: A Wonder Story
- 2018 - Christopher Robin - Um Reencontro Inesquecível
- 2016 - Por Trás dos Seus Olhos
- 2013 - Guerra Mundial Z[2]
- 2011 - Redenção
- 2008 - 007 - Quantum of Solace
- 2007 - O Caçador de Pipas
- 2006 - Mais Estranho que a Ficção
- 2005 - A Passagem
- 2004 - Em Busca da Terra do Nunca
- 2001 - A Última Ceia
- 2000 - Everything Put Together
- 1995 - Loungers

## Prêmios
- Recebeu uma indicação ao BAFTA de Melhor Diretor, por "Finding Neverland" (2004).
- Recebeu uma indicação ao Globo de Ouro de Melhor Diretor, por "Finding Neverland" (2004).
- Recebeu uma indicação ao Independent Spirit Awards de Melhor Filme com Orçamento Menor que US$ 500 mil, por "Everything Put Together" (2000).
- Ganhou o prêmio Lanterna Mágica no Festival de Veneza, por "Finding Neverland" (2004).